# Bound
Bound is een Amerikaanse maffiafilm uit 1996 geregisseerd door de Wachowski's. Het was hun regiedebuut. De hoofdrollen worden vervuld door Jennifer Tilly, Gina Gershon en Joe Pantoliano.

## Verhaal
Bound is een film over twee vrouwen, Corky (Gina Gershon) en Violet (Jennifer Tilly), die samen proberen de maffia op te lichten. Ze proberen daar Caesar (Joe Pantoliano), met wie Violet samenwoont, voor op te laten draaien.
Corky, lesbisch en type butch, heeft net een gevangenisstraf van vijf jaar uitgezeten wegens diefstal en is ingehuurd om een appartement op te knappen. In de woning daarnaast wonen Caesar en Violet. Caesar is een witwasser voor de maffia en Violet zijn vriendin, die via hem tot rijkdom is opgeklommen, maar zich als prostituee leent voor zijn criminele vrienden. Violet en Corky ontmoeten elkaar en beginnen, op initiatief van Violet, zonder dat Caesar er erg in heeft, een relatie. Als Caesar twee miljoen dollar van de maffia in huis krijgt, bedenken Violet en Corky samen een plan om het geld te stelen op zo'n manier dat de maffia denkt dat Caesar er met het geld vandoor is.
Als het geld verdwenen blijkt, komt het niet in Caesars hoofd op om Violet te verdenken, laat staan Corky, van wiens bestaan hij zich nauwelijks bewust is. In de mannenwereld die de maffia is, passen blijkbaar geen serieuze vrouwelijke spelers. Die inschattingsfout wordt Caesar uiteindelijk fataal, waardoor de vrouwen er met de buit vandoor kunnen gaan.

## Rolverdeling
| Acteur              | Personage                     |
| ------------------- | ----------------------------- |
| Gina Gershon        | Corky                         |
| Jennifer Tilly      | Violet                        |
| Joe Pantoliano      | Caesar                        |
| John P. Ryan        | Micky Malnato (als John Ryan) |
| Christopher Meloni  | Johnnie Marzzone              |
| Richard C. Sarafian | Gino Marzzone                 |
| Mary Mara           | Sue, de barvrouw              |
| Susie Bright        | Jesse                         |
| Margaret Smith      | Agente                        |

## Achtergrond
Toen Bound in 1996 uitkwam, was het niet bepaald een kaskraker: de productie speelde ternauwernood quitte. Wel ontstond wat ophef over de lesbische seksscènes (nog altijd een paar van de meest expliciete in een mainstream film) en een aantal, volgens critici overdreven bloederige en gewelddadige passages. Toen The Matrix in 1999 als een meesterlijke sciencefictionfilm werd ontvangen, keek men met nieuwe ogen naar het debuut van Lana en Lilly Wachowski en werd Bound geherwaardeerd. Men meende nu dat met weinig middelen en een sterke regie een opmerkelijk resultaat was bereikt.
Hoe men de film ook waardeert, zeker is dat het scenario (eveneens van de Wachowski's) een nieuwe draai geeft aan het maffiaverhaal. Hun interpretatie van 'het liefje van de maffia' is origineel, evenals het idee om vrouwen de hoofdrol te laten spelen in een genre dat normaal gesproken door mannen wordt gedomineerd.